# علي آلتونن
علي آلتونن (Ali Aaltonen؛ يامسا، 1884 - لهتي، 1918) ملازم في الجيش الامبراطوري الروسي وصحفي وزعيم اشتراكي فنلندي.
شارك في معارك الروسية اليابانية كملازم، ثم في الثورة الروسية عام 1905. أدى فشل الثورة، إلى خسارة آلتونن لرتبته كضابط داخل الجيش الإمبراطوري الروسي.
ثم اشتغل في الصحافة، وكتب تحت اسم مستعار علي بابا.
قاد آلتونن القوات الحرس الأحمر العسكرية أثناء الحرب الأهلية الفنلندية، وحاول تأمين صفقات أسلحة مع روسيا. قاد الهجوم على ناسينلينا خلال معركة تامبيري. ونـُحي لاحقاً لأداء مهام أخرى لإدمانه الكحول. اعتقله الحرس الأبيض في محطة السكك الحديدية فيلاهدي وتم إرساله إلى معسكر اعتقال هنالا حيث أطلقت عليه النار في وقت لاحق من قبل هانس كالم، وهو ضابط الإستوني من الذين تطوعوا للقتال في صفوف البيض.